# Neogale
Neogale é um género de mustelídeos nativo das Américas , variando do sul do Alasca até a Bolívia. Os membros deste género são conhecidos como doninhas do Novo Mundo.

## Taxonomia
Os membros deste género foram anteriormente classificados nos géneros Mustela e Neovison , mas muitos estudos já tinham recuperado várias espécies americanas de Mustela, bem como ambas as espécies dentro de Neovison, para compreender um clado monofilético distinto de todos os outros membros de Mustelinae. Um estudo de 2021 descobriu que este clado divergiu de Mustela durante o Mioceno Superior , entre 11,8 - 13,4 milhões de anos atrás, com todos os membros do clado sendo mais intimamente relacionados entre si do que com qualquer uma das outras espécies em Mustela, e deu-lhe o nome de Neogale, originalmente cunhado por John Edward Gray . A Sociedade Americana de Mamologistas aceitou posteriormente esta mudança.